# Занде-Кеш
Занде-Кеш (перс. زنده كش) — село в Ірані, у дегестані Чубар, у бахші Хавік, шагрестані Талеш остану Ґілян. За даними перепису 2006 року, його населення становило 70 осіб, що проживали у складі 19 сімей.